# Drożyska Małe
Drożyska Małe – wieś krajeńska w Polsce położona w województwie wielkopolskim, w powiecie złotowskim, w gminie Zakrzewo. 
W latach 1975–1998 miejscowość należała administracyjnie do województwa pilskiego.